# Canon EOS M6 Mark II
M6 -
Le Canon EOS M6 Mark II  est un appareil photographique hybride amateur d'une définition de 32,5 mégapixels, annoncé par Canon le 28 août 2019 et commercialisé en septembre 2019. Comme tous les appareils de la série Canon EOS M, le Canon EOS M6 Mark II utilise la monture Canon EF-M. Le M6 Mark II est le successeur des M5 (2016) et M6 (2017).
Les principales caractéristiques sont les mêmes que celles du M6 : l'appareil ne possède pas de viseur électronique incorporé. Les utilisateurs peuvent acheter un viseur électronique externe (Canon EVF-DC1 ou -DC2) qui coûte au moins 200 euros ; il est inclus dans certaines offres avec le boîtier et l'objectif du kit. L'appareil possède un écran articulé. Il peut être articulé vers le haut, et l'utilisateur peut donc se voir sur l'écran. Pour le son, l'appareil possède deux micros permettant un enregistrement audio stéréo mais il a également une prise micro 3,5 mm pour des micros externes, mais pas de prise pour le casque.
L'EOS M6 Mark II peut enregistrer de la vidéo en 4K jusqu'à 29,97 fps et en 1080p jusqu'à 119,88 fps mais dans ce mode l'autofocus Dual Pixel de l'appareil n'est pas disponible. A sa sortie, l'appareil ne pouvait pas enregistrer de vidéo 4K à 24 (23,97) fps ; ceci a été corrigé dans une mise à jour du firmware. Les appareils les plus anciens peuvent être actualisés en téléchargeant la dernière version du logiciel depuis le site web de Canon.

## Caractéristiques principales
- Monture Canon EF-M
- Capteur CMOS Dual Pixel APS-C de 32,5 mégapixels, identique à celui de l'EOS 90 D
- Enregistrement vidéo en 4K à 29,97 fps et en 1080p jusqu'à 119,88 fps
- Sensibilité ISO 100– 25600 (extensible à 51200)
- Autofocus CMOS Dual Pixel
- Écran tactile articulé vers le haut (180°) et le bas (45°) de 1,04 million de points
- Entrée microphone (3,5 mm)
- Prise intervallomètre (2,5 mm)
- Prise USB Type-C